# Uksičan
L'Uksičan (in russo Уксичан?) è un vulcano a scudo situato nella Kamčatka settentrionale.